# Гранд Рапидс (Охајо)
Гранд Рапидс (енгл. Grand Rapids) град је у америчкој савезној држави Охајо.

## Демографија
По попису из 2010. године број становника је 965, што је 37 (-3,7%) становника мање него 2000. године.
| Група             | 2000.       | 2010.       |
| Белци             | 961 (95,9%) | 909 (94,2%) |
| Афроамериканци    | 2 (0,2%)    | 5 (0,5%)    |
| Азијати           | 4 (0,4%)    | 1 (0,1%)    |
| Хиспаноамериканци | 29 (2,9%)   | 38 (3,9%)   |
| Укупно            | 1.002       | 965         |